# Dion Smith
Dion Smith (Taupaki, 3 marzo 1993) è un ciclista su strada neozelandese che corre per il team Intermarché-Wanty; professionista dal 2016, ha vinto la Coppa Sabatini 2020.

## Palmarès
- 2012 (Juniores)

1ª tappa The Hub Tour (Taihape > Taihape)
- 2013 (Juniores)

4ª tappa McLane Pacific Classic - Merco Credit Union Downtown Criterium and Foothills Road Race (Merced > Merced)
- 2014 (Hincapie Sportswear, una vittoria)

1ª tappa Redlands Bicycle Classic
- 2015 (Hincapie Racing Team, tre vittorie)

3ª tappa Cascade Cycling Classic (Cascade Locks > Cascade Locks)
Classifica generale Cascade Cycling Classic
Lake Taupo Cycle Challenge
- 2016 (ONE Pro Cycling, due vittorie)

REV Classic
Beaumont Trophy
- 2020 (Mitchelton-Scott, una vittoria)

Coppa Sabatini
- 2025 (Intermarché-Wanty, una vittoria)

Volta Limburg Classic

### Altri successi
- 2015 (Hincapie Racing Team)

Classifica giovani Joe Martin Stage Race
Classifica a punti Tour de Beauce
Classifica giovani Tour de Beauce
- 2016 (ONE Pro Cycling)

1ª tappa Ronde van Midden-Nederland (Doorn > Leersum, cronosquadre)
- 2019 (Mitchelton-Scott)

Hammer Series (Sportzone Limburg, inseguimento a squadre)

## Piazzamenti

### Grandi Giri
- Giro d'Italia

2025: ritirato (6ª tappa)
- Tour de France

2017: 124º
2018: 97º
- Vuelta a España

2019: 83º
2020: 74º

### Classiche monumento
- Milano-Sanremo

2020: 6º
2024: 58º
- Giro delle Fiandre

2017: 88º
2018: 68º
2022: 53º
- Liegi-Bastogne-Liegi

2017: 76º
2018: 132º
2019: ritirato

### Competizioni mondiali
- Campionati del mondo su strada

Copenaghen 2011 - In linea Junior: 41º
Toscana 2013 - In linea Under-23: 77º
Ponferrada 2014 - Cronometro Under-23: 26º
Ponferrada 2014 - In linea Under-23: 11º
Richmond 2015 - Cronosquadre: 21º
Richmond 2015 - In linea Under-23: 84º
Doha 2016 - In linea Elite: ritirato
Bergen 2017 - In linea Elite: 129º
Innsbruck 2018 - In linea Elite: ritirato
Yorkshire 2019 - In linea Elite: ritirato
Imola 2020 - In linea Elite: ritirato